# -logía
-logía, en idioma español, es un elemento compositivo que forma gran número de compuestos nominales de origen griego y, por derivación, latino. Se forman a partir de palabras procedentes del griego antiguo que terminaban en -λογία («-logía»), que se incorporaron al español a su vez heredadas del latín, «-logía». La base compositiva se volvió muy productiva en español, así como en otras lenguas como el inglés o francés, en el siglo XVIII, lo que permitió la formación de nuevos vocablos ya sin precedentes en latín o griego.
La base compositiva en español, al igual que en otras lenguas, tiene dos sentidos principales separados, lo que refleja dos fuentes del sufijo griego -λογία:
- Una forma combinada utilizada en los nombres de las ciencias o campos o cuerpos de conocimiento, por ejemplo, teología (préstamo del latín en el siglo XIV) o sociología. En palabras del tipo de teología, el sufijo deriva originalmente de -λογ- («-log-») (una variante de -λεγ-, «-leg-»), del verbo del griego antiguo λέγειν (legein, ‘hablar’).[6] El sufijo tiene el sentido de «el carácter o el departamento del que habla o trata de [un determinado tema]», o más brevemente, «el estudio de [un determinado tema]».[7]
- La raíz de palabras que se refieren a clases de palabras, escritos o colecciones de escritos, por ejemplo, en elogio o trilogía. En palabras de este tipo, el elemento «-logía» deriva del sustantivo griego λόγος (logos, ‘habla’, ‘narración’ o ‘historia’).[6] El sufijo tiene el sentido de «[a cierto tipo de] hablar o escribir».[8]

Filología es una excepción: aunque su significado es más cercano al primer sentido, la etimología de la palabra es similar al segundo sentido.
En español, la base «-logía» está muy ligada a «-logo», como ‘experto’ o ‘versado’, con semejanzas etimológicas. No hay sin embargo unanimidad de cual ha sido la dirección del proceso derivativo, si primero fue el nombre de la disciplina o el de la persona relacionada con ella, si fue filosofía → filósofo o bien a la inversa, filósofo → filosofía.

## -logía versus -ología
En los nombres en español de los campos de estudio, el sufijo «-logía» se encuentra precedido frecuentemente por la eufónica vocal conectiva «o», de modo que la palabra termina en «-ología». En estas palabras griegas, la raíz es siempre un sustantivo y «-o-» es la combinación de vocal para todas las declinaciones de los sustantivos griegos. Sin embargo, cuando se acuñaron en español moderno los nuevos nombres para los campos de estudio, las formaciones que terminan en «-logía» casi siempre añadieron la «-o-», excepto cuando la palabra raíz terminaba en una «l» o en una vocal, como en las siguientes excepciones: analogía, decalogía, disanalogía, genealogía, genetlialogía, herbología (una variante de la herbolaria), mastozoología, mineralogía, pentalogía, petralogía (una variante de la petrología), tetralogía, antilogía, festilogía, trilogía, palillogía, pirobalogía, dislogía, elogio y bracilogía. (Los lingüistas a veces se refieren en broma a haplología como haplogía, sometiendo la propia palabra haplología a una haplología).

## Otros usos como sufijo
Por metonimia, las palabras que terminan en «-logía» se utilizan a veces para describir un tema más bien que el estudio del mismo (por ejemplo, tecnología). Este uso está particularmente extendido en medicina, por ejemplo, patología se utiliza a menudo para referirse simplemente a la enfermedad en sí misma (por ejemplo, en «No hemos encontrado todavía la patología») en lugar de al «estudio de una enfermedad».
Cuando se anexa a otras palabras en español, la base compositiva también se puede utilizar para crear ocasionalismos (por ejemplo chismología como el «estudio de los chismes»). Al igual que con otros compuestos clásicos, añadiendo el sufijo a una palabra inicial derivada del griego o del latín se puede utilizar para dar la impresión de grandeza o de rigor científico a tareas más humildes, como en cosmetología (‘estudio del tratamiento de belleza’) o cinología (‘estudio de la formación del perro’).